# Pfälzische G 3/3
Die Pfälzische G 3/3 waren Güterzugdampflokomotiven des Pfälzischen Netzes der Königlich  Bayerischen Staatseisenbahnen.

## Beschreibung
Die vier ursprünglich für die ONCF in Marokko bestimmten Dampflokomotiven wurden 1919 durch die Pfälzischen Eisenbahnen von der Firma Maffei erworben. Sie zeichneten sich durch eine hohe Kessellage und eine für die damalige Zeit hohe Achslast aus. Zwei dieser Maschinen besaßen Stahlfeuerbüchsen. Durch ihre ungewöhnliche Bauart konnten sie nicht zusammen mit andern Maschinen eingesetzt werden, was 1924 zu ihrer frühzeitigen Ausmusterung führte, obwohl sie von der Deutschen Reichsbahn im vorläufigen Umzeichnungsplan von 1923 für die Nummern 53 501–504 vorgesehen waren.